# Diphu
Diphu (en asamés: ডিফু ) es una localidad de la India, centro administrativo del distrito de Karbi Anglong, estado de Assam.

## Geografía
Se encuentra a una altitud de 181 m s. n. m. a 245 km de la capital estatal, Dispur, en la zona horaria UTC +5:30.

## Demografía
Según estimación 2010 contaba con una población de 64 489 habitantes.